# حزب تحالف الليبراليون والديمقراطيون من أجل أوروبا
حزب تحالف الليبراليين والديمقراطيين من أجل أوروبا (بالإنجليزية: Alliance of Liberals and Democrats for Europe Party)‏ المعروف اختصاراً (بالإنجليزية: ALDE Party)‏ هو حزب سياسي أوروبي يتألف من 60 حزبًا ليبرالياً على المستوى الوطني من جميع أنحاء أوروبا، وينشط بشكل أساسي في الاتحاد الأوروبي. ينتمي الحزب إلى ليبرال إنترناشيونال وهو حزب سياسي أوروبي معترف به، تم تأسيسه كجمعية غير ربحية بموجب القانون البلجيكي.
تأسس في 26 آذار / مارس 1976 في شتوتغارت كاتحاد كونفدرالي للأحزاب السياسية الوطنية تحت اسم «اتحاد الأحزاب الليبرالية والديمقراطية في أوروبا» وأعيد تسميته «الليبراليون والديمقراطيون الأوروبيون» (ELD) في عام 1977 و «الليبراليون الأوروبيون الديمقراطيون والإصلاحيون». (ELDR) في عام 1986. في 30 نيسان / أبريل 2004 ، تم إعادة تشكيله كحزب أوروبي رسمي باسم «الحزب الليبرالي الديمقراطي والإصلاح الأوروبي» (حزب ELDR).
في 10 تشرين الثاني / نوفمبر 2012، اختار الحزب اسمه الحالي، مأخوذاً من مجموعته السياسية في البرلمان الأوروبي آنذاك، تحالف الليبراليون والديمقراطيون من أجل أوروبا ‏ (ALDE)، والتي تم تشكيلها في 20 تموز / يوليو 2004 بالاشتراك مع الحزب الديمقراطي الأوروبي ‏ (EDP). قبل الانتخابات الأوروبية لعام 2004، كان الحزب الأوروبي ممثلاً من خلال مجموعته الخاصة، مجموعة حزب الديمقراطيين الليبراليين والإصلاحيين الأوروبيين ‏ (ELDR). في تموز / يونيو 2019، حلت مجموعة تجديد أوروبا مكانها.
خلال العام 2020، كان الحزب ممثلاً في مؤسسات الاتحاد الأوروبي من خلال 65 عضو في البرلمان الأوروبي وخمسة أعضاء في المفوضية الأوروبية. من بين 27 دولة عضو في الاتحاد الأوروبي، هناك ستة من رؤساء الوزراء يتبعون للحزب وهم: مارك روته في هولندا وكزافييه بيتل في لوكسمبورغ وكايا كالاس في إستونيا وأندريه بابيش في جمهورية التشيك والكسندر دي كرو في بلجيكا ومايكل مارتن في أيرلندا. أعضاء الحزب هم أيضاً مشاركون في حكومات خمس دول أعضاء أخرى في الاتحاد الأوروبي: كرواتيا وفنلندا ولاتفيا وسلوفينيا وليتوانيا. تقدم بعض الأحزاب الأخرى الأعضاء في التحالف دعماً برلمانياً للحكومات في كرواتيا والدنمارك وإيطاليا ورومانيا والسويد.